# Vrbas (općina)
Općina Vrbas je jedna od općina u Republici Srbiji. Nalazi se u AP Vojvodini i spada u Južnobački okrug. Po podacima iz 2004. općina zauzima površinu od 376 km² (od čega na poljoprivrednu površinu otpada 33.989 ha, a na šumsku 124 ha). Centar općine je grad Vrbas. Općina Vrbas se sastoji od 7 naselja. Po podacima iz 2002. godine u općini je živjelo 45.852 stanovnika, a prirodni priraštaj je iznosio -1 %. Po podacima iz 2004. broj zaposlenih u općini iznosi 14.130 ljudi. U općini se nalazi 8 osnovnih i 2 srednjih škola.

## Naseljena mjesta
- Bačko Dobro Polje
- Vrbas
- Zmajevo
- Kosančić
- Kucura
- Ravno Selo
- Savino Selo

## Etnička struktura
- Srbi (47,77%)
- Crnogorci (24,79%)
- Rusini (8,21%)
- Mađari (6,29%)
- Ukrajinci (2,12%)
- Jugoslaveni (1,47%)
- Hrvati (1,43%)

Bačko Dobro Polje, Zmajevo, Kosančić i Ravno Selo imaju većinsko srpsko staniovništvo. Grad Vrbas ima relativnu srpsku većinu, Kucura relativnu rusinsku a Savino Selo relativnu crnogorsku.
85% stanovništva općine izjavljuje da im je materinski srpski jezik, 8% rusinski, 4% mađarski i 1% ukrajinski. 